# دهستان قوری‌چای غربی
دهستان قوری‌چای غربی یکی از دهستان‌های استان آذربایجان شرقی است که در بخش سراجو شهرستان مراغه واقع شده‌است.